# Matteo Giovannetti
Pour les articles homonymes, voir Giovannetti.
Matteo da Viterbo dit Matteo Giovannetti (v. 1322-1368) est un peintre italien du Trecento (pré-Renaissance du XIVe siècle italien). 

## Biographie
Né à Viterbe, dans le Latium, Matteo Giovannetti fut marqué très tôt par les réalisations des frères Lorenzetti et de Simone Martini. Il y a rejoint ce dernier à la cour pontificale d'Avignon en 1343 et y devint un ami de Pétrarque.
Le pape Clément VI le fit travailler à la décoration du palais des papes d'Avignon où il dirigea des équipes de peintres venus de toute l'Europe. À la mort de Martini, il fut chargé de la décoration des chapelles. 
Il commença le 13 octobre 1344 la décoration de la chapelle Saint-Martial qui s’ouvre dans le Grand Tinel. Elle fut achevée le 1er septembre 1345. Du 9 janvier au 24 septembre 1345, il décora l’oratoire Saint-Michel. En novembre 1345, il commença les fresques du Grand Tinel qu’il termina en avril 1346. Puis en 1347, du 12 juillet au 26 octobre, il œuvra dans la salle du Consistoire, puis dans la chapelle Saint-Jean.
Vers 1355 il réalisa pour Innocent VI des fresques à la chartreuse Notre-Dame-du-val-de-Bénédiction de Villeneuve-lès-Avignon. 
Peintre du pape jusqu'en 1367, il revient en 1368 à Rome, à la suite d'Urbain V. C'est la dernière mention que l'on ait de lui dans les sources.

## Son œuvre

### La chapelle Saint-Martial
Située au deuxième étage de la tour Saint-Jean, la chapelle Saint-Martial retrace, par ses peintures, les points forts de la vie de saint Martial. Matteo Giovanetti y travailla entre 1344 et 1345. Le sens de lecture de ces scènes va de haut en bas. 

### Autres œuvres
- Saint Hermagore et un dévot et Saint Fortunat, vers 1345, musée Correr à Venise, sont deux volets latéraux d'un triptyque dont le panneau central se trouverait dans une collection privée parisienne[5].
- L'Ange et La Vierge de l'Annonciation, (H 0,41 ; L 0,22 m) v. 1345, musée du Louvre, Paris. Extrémités supérieures des deux volets d'un triptyque aujourd'hui démembré qui fut sans doute peint à la cour d'Avignon pour un haut personnage italien[6].
- Sainte Catherine d'Alexandrie (vers 1345, 64 x 19 cm, bois) et Saint Antoine abbé (vers 1345, 65 x 20 cm, bois), faces extérieures du retable comprenant également  les 2 tableaux  précédents, acquis par le musée du Louvre  en décembre 2021, précédemment conservés  dans la collection Alana (Newark, Delaware)[7],[8].

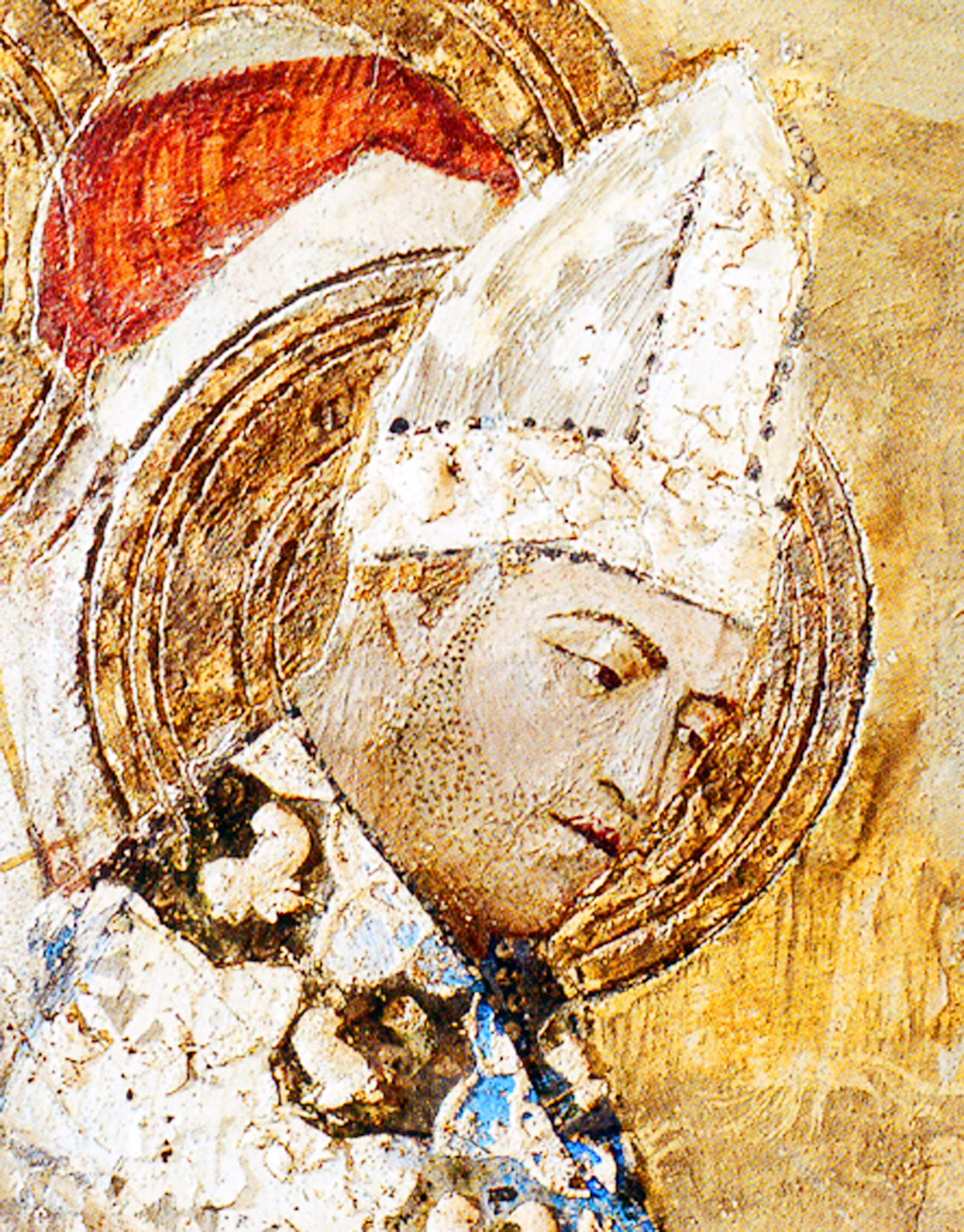
Détail Clément VI représenté en saint Martial.
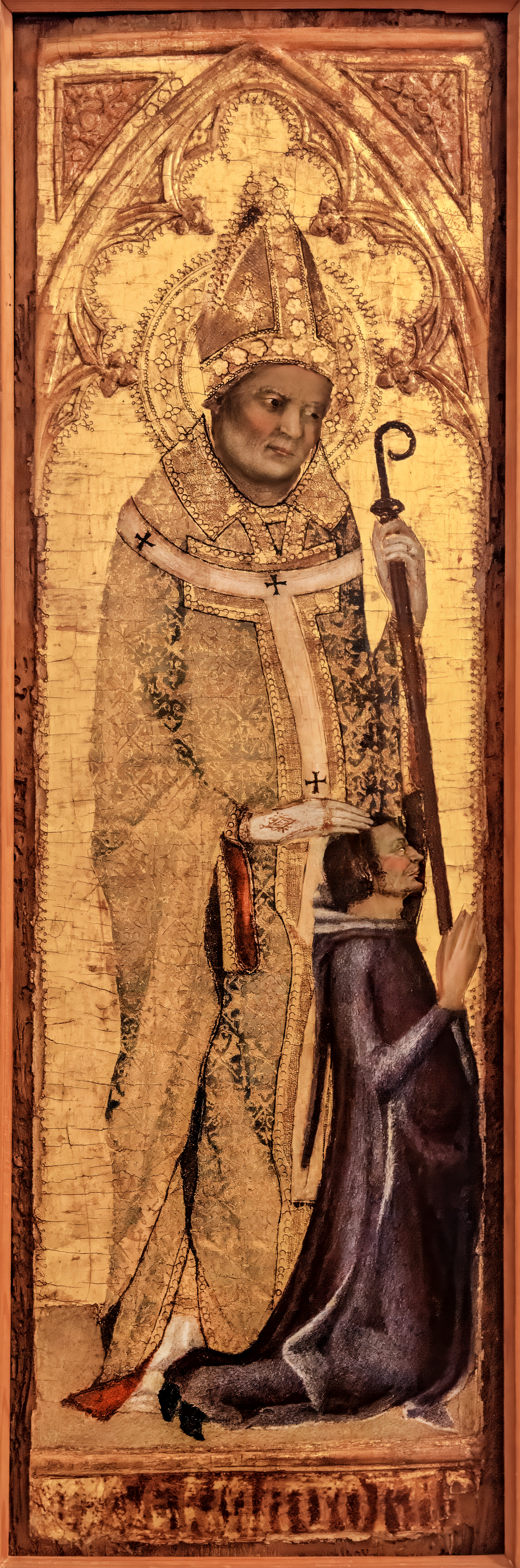
Saint Ermagoras avec un donateur Musée Correr
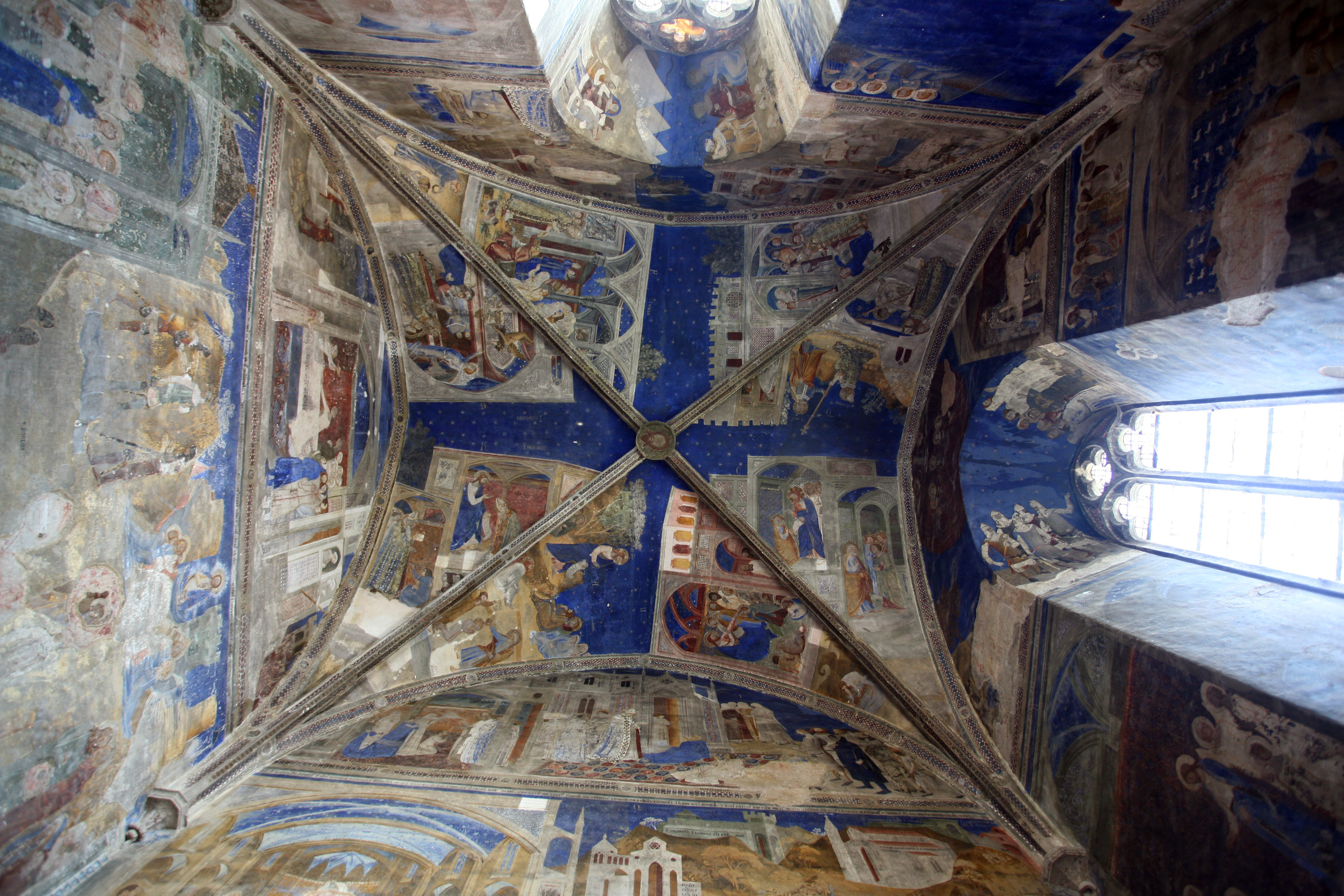
La chapelle Saint-Martial